# كارلو شميد (طيار)
كارلو شميد هو طيار سويسري، ولد في 25 يناير 1990 في تالفيل في سويسرا.